# Добруджанка
Добруджанка е село в Североизточна България. То се намира в община Кайнарджа, област Силистра.